# Lamprosema catenalis
Lamprosema catenalis là một loài bướm đêm trong họ Crambidae.